# Anna Glocker
Anna Glocker (um 1875 – nach 1902) war eine Theaterschauspielerin und Sängerin.

## Leben
Glocker begann ihre Bühnenlaufbahn 1898 als Schauspielerin und Sängerin am Stadttheater Brünn, wo sie zwei Jahre blieb und sich die nötige Bühnenroutine erwarb. 1900 trat sie in den Verband des Karlsruher Hoftheaters und fand dort als Koloratursoubrette Verwendung. Sie besaß laut Ludwig Eisenbergs Großem biographischen Lexikon der Deutschen Bühne im XIX. Jahrhundert „eine recht lieblich klingende, wohlgebildete Stimme“ und wusste „humoristische wie auch empfindsame Charaktere voll natürlichen Empfindens darzustellen“.